# Жорж, Лора
Лора Стефани Жорж (фр. Laura Stéphanie Georges; род. 20 августа 1984, Ле-Шене, Франция) — французская футболистка, защитник. Выступала за сборную Франции.

## Клубная карьера

### Ранние годы
Воспитанница академии «ПСЖ», поступила туда в 12 лет. В возрасте 18 лет была принята в академию центра Клэрфонтэн, после года обучения вернулась в «ПСЖ» и в сезоне 2003/04 дебютировала в основном составе, сыграв 19 матчей и забив один гол. В 2004 году поступила в Бостонский колледж на факультет маркетинга, во время обучения играла в студенческой команде «Иглз»: в первом сезоне провела 13 встреч, из них 9 начинала в стартовом составе; во втором сезоне, несмотря на небольшие выступления (к тому моменту её уже вызывали в сборную Франции), вошла в символическую сборную Атлантической Конференции и получила награду от Североамериканской ассоциации футбольных тренеров. В последнем сезоне не только снова вошла в символическую сборную, но и получила приз Лучшего защитника Атлантической Конференции и даже дошла до полуфинала розыгрыша престижного трофея имени Роберта Херманна.

### Олимпик Лион
По возвращении во Францию Жорж перешла в клуб «Олимпик Лион», в первом сезоне за него провела 18 игр, а клуб завоевал чемпионский титул. Провела также 4 матча в Кубке Франции и принесла победу «Лиону», сыграв в финале против своего бывшего клуба ПСЖ (победа 3:0). В сезоне 2008/2009 стала снова чемпионкой и забила первый гол в матче открытия чемпионата Франции против того же ПСЖ. Клуб дошёл до полуфинала Кубка Франции и Кубка УЕФА.
После отъезда Камиль Абили и Сони Бомпастор в США капитанскую повязку передали Лоре по решению Фарида Бенстити перед началом сезона 2009/2010. Она провела 16 игр и снова завоевала титул чемпионки Франции, а на евроарене клуб дошёл до финала Лиги чемпионов, проиграв по пенальти немецкой «Турбине». В следующем сезоне Лора отстояла право на капитанскую повязку и снова принесла клубу титул чемпиона Франции, а также титул победителя Лиги чемпионов.

## Карьера в сборной
Дебютировала 26 сентября 2001 года в матче против Нидерландов в возрасте 17 лет. Сыграла на четырёх турнирах: чемпионатах мира 2003 и 2011 и чемпионатах Европы 2005 и 2009.

## Достижения

### Клубные
- Чемпионка Франции (2007/08, 2008/09, 2009/10, 2010/11, 2011/12)
- Обладательница Кубка Франции (2007/08, 2011/12)
- Победительница Лиги чемпионов (2010/11, 2011/12)

### В сборной
- 4-е место на чемпионате мира 2011
- Победительница Кубка Кипра 2012
- 4-е место на Олимпийских играх 2012 года

### Индивидуальные
- Лучший защитник Атлантической Конференции чемпионата США по футболу 2006
- Игрок символической сборной Атлантической Конференции чемпионата США по футболу (2005, 2006)
- Игрок символической сборной чемпионата мира 2011

## Личная жизнь
Окончила Высшую школу экономики и коммерции INSEEC по специальности «Мастер маркетинга, коммуникации и коммерческих стратегий». В Бостонском колледже обучалась по обмену по специальности «Маркетинг».

## Статистика

### Клубная
Статистика по состоянию на 17 апреля 2012
| Клуб             | Сезон            | Лига | Лига | Кубок | Кубок | Еврокубки | Еврокубки | Итого | Итого |
| Клуб             | Сезон            | Игры | Голы | Игры  | Голы  | Игры      | Голы      | Игры  | Голы  |
| ---------------- | ---------------- | ---- | ---- | ----- | ----- | --------- | --------- | ----- | ----- |
| ПСЖ              | 2003/04          | 19   | 1    | 0     | 0     | 0         | 0         | 19    | 1     |
| ПСЖ              | Итого            | 19   | 1    | 0     | 0     | 0         | 0         | 19    | 1     |
| Олимпик Лион     | 2007/08          | 18   | 0    | 4     | 0     | 10        | 0         | 32    | 0     |
| Олимпик Лион     | 2008/09          | 20   | 1    | 3     | 1     | 6         | 1         | 29    | 3     |
| Олимпик Лион     | 2009/10          | 16   | 1    | 1     | 0     | 6         | 0         | 23    | 1     |
| Олимпик Лион     | 2010/11          | 18   | 0    | 3     | 0     | 6         | 0         | 27    | 0     |
| Олимпик Лион     | 2011/12          | 11   | 0    | 2     | 0     | 4         | 1         | 17    | 1     |
| Олимпик Лион     | Итого            | 83   | 2    | 13    | 1     | 32        | 2         | 128   | 5     |
| Итого за карьеру | Итого за карьеру | 102  | 3    | 13    | 1     | 32        | 2         | 137   | 6     |

### В сборной
Статистика по состоянию на 4 июля 2012
| Сборная | Сезон   | Игры | Голы |
| ------- | ------- | ---- | ---- |
| Франция | 2001/02 | 4    | 0    |
| Франция | 2002/03 | 7    | 0    |
| Франция | 2003/04 | 15   | 0    |
| Франция | 2004/05 | 10   | 1    |
| Франция | 2005/06 | 13   | 1    |
| Франция | 2006/07 | 8    | 0    |
| Франция | 2007-08 | 8    | 0    |
| Франция | 2008/09 | 9    | 0    |
| Франция | 2009/10 | 13   | 0    |
| Франция | 2010/11 | 17   | 1    |
| Франция | 2011/12 | 13   | 0    |
| Итого   | Итого   | 117  | 3    |

#### Голы за сборную
| # | Дата            | Стадион                                | Противник | Счёт после гола | Итоговый счёт | Соревнование        |
| - | --------------- | -------------------------------------- | --------- | --------------- | ------------- | ------------------- |
| 1 | 15 марта 2005   | Алгарве, Фару, Португалия              | Швеция    | 1:0             | 3:2           | Кубок Алгарве       |
| 2 | 7 сентября 2005 | Фернан Састр, Санс, Франция            | Ирландия  | 1:0             | 6:0           | Товарищеский матч   |
| 3 | 5 июля 2011     | Боруссия Парк, Мёнхенгладбах, Германия | Германия  | 2:3             | 2:4           | Чемпионат мира 2011 |